# Paola Goisis
Paola Goisis (Livorno, 8 giugno 1946) è una politica italiana.

## Biografia

### Elezione a deputato
Alle elezioni politiche del 2008 viene eletta deputata della XVI legislatura della Repubblica Italiana nella circoscrizione VII Veneto per la Lega Nord.

### Attività politica
Nel maggio 2011 si candida sindaco di Este ma perde al ballottaggio dopo essere risultata in vantaggio al primo turno. Nel 2016 tenta nuovamente la candidatura a sindaco della città, venendo appoggiata dalla sola formazione indipendentista Prima il Veneto, ma il 3,5% raccolto non le consente neanche di accedere nel consiglio cittadino. 
Si ricandida a deputata in occasione delle elezioni politiche del 2018 con Grande Nord, ma non sarà eletta a causa del mancato raggiungimento della soglia di sbarramento da parte della lista.
Nel 2020 si candida alle elezioni regionali venete per la lista Partito dei Veneti, a sostegno di Antonio Guadagnini, nella circoscrizione di Padova. La formazione indipendentista tuttavia ottiene un basso risultato, non superando la soglia di sbarramento, mentre la Goisis con 68 preferenze è la terza meno suffragata della sua lista. 